# 싱가포르 씨티은행 IPB
싱가포르 씨티은행(International Personal Bank, IPB)는 싱가포르에 본사를 두고 있는 은행으로 싱가포르 이외의 지역에 거주하는 고액 자산가들에 대한 해외 투자 및 자산 관리 상품 및 서비스를 전문으로 한다.  싱가포르 씨티은행 IPB는 싱가포르 씨티은행의 사업부로 운영된다.

## 글로벌 비즈니스
씨티은행 IPB에는 런던, 저지, 싱가포르, 홍콩 및 미국 등 전세계  5곳의 예약 센터가 있다.  IPB 글로벌 프랜차이즈는 약 260,000 명의 고객을 확보하고 600억 달러가 넘는 자산을 관리한다.

### 지도
2015년 10월, 씨티은행은 Sambamurthy를 싱가포르를 기반으로 한 IPB사업의 첫 번째 글로벌 책임자로 임명했다.  이 임명 이전에는 2009년부터 싱가포르IPB 의 비즈니스 관리자로 일했다.  Sambamurthy는 아시아 태평양 지역의 소비자 금융 담당 책임자 인 Anand Selvakesari와 자산 관리 부문 글로벌 책임자 인 Gonzalo Luchetti 및 아시아 소매 은행장에게 보고한다.

## 역사
씨티은행는 싱가포르에서 아직 운영 중인 초기 금융 기관 중 하나다.
1902 - International Banking Corporation은 싱가포르에 지사를 설립 한 최초의 미국 은행이다. 프린스 스트리트에 위치한 싱가포르 지사는 말라야 내륙 지역에서 주석과 고무의 수출을 위한 자금 조달에 중점을 두었다.
1983 - Citi의 IPB는 싱가포르 밖에 거주하는 부유 한 사람들의 역외 은행 요구를 충족시키기 위해 설립되었다.
1999 - 씨티은행은 1999년 싱가포르 중앙 은행 (Monetary Authority of Singapore, MAS)의 Qualifying Full Bank(QFB) 면허를 취득한 최초의 4 개 외국 은행 중 하나다.
2004 - 씨티은행은 25억 싱가포르 달러의 유상 증자를 통해 씨티의 전액 출자 자회사 인 싱가포르 씨티은행을 설립하여 소비자 은행 업무를 현지에 통합한다.  QFB 라이선스는 새롭게 현지 법인으로 이전된다.
2015 - 싱가포르 씨티은행은 싱가포르의 통화 당국이 2015년 4월 싱가포르의 국내 체계적으로 중요한 은행 (Domestic Systemically Important banks, DSIBs) 중 하나로 선정했다.

## 제품 및 서비스
싱가포르 씨티은행 IPB는 예금 계좌, 대출, 보험, 채권 및 투자 자금과 같은 다양한 은행 및 투자 상품 및 서비스를 제공한다.  디지털 서비스에는 각각 씨티은행 온라인 및 씨티 모바일 이라고 알려진 데스크톱 및 모바일 뱅킹이 있다.
2016년 씨티은행은 고객의 개인적인 목표를 달성하기 위한 투자 성공에 따라 실적을 추적 및 모니터링 하는 목표 기반 계획 도구인 Total Wealth Advisor (TWA)를 출시했다.  출시 시점에 TWA는 시장에서 유일한 전체론적 플랫폼으로 보고 되었다.
"씨티골드(Citigold)"는 최소한 200,000달러 (또는 이에 상응하는 금액)의 투자 자산을 보유한 고객에게 프리미엄 자산 관리 서비스를 제공한다.  "Citigold Private Client"는 순 자산 가치가 1 백만 달러 이상인 투자 자산을 대상으로 한다.  씨티골드 프라이빗 클라이언트(Citigold Private Client) 자산 관리 서비스에는 전담 관계 수석 관리자, 재정 계획 및 라이프 스타일 특권이 포함된다.

### 온라인 중개인
싱가포르에 소재한 DIY Investors(Do-It-Yourself Investors)의 씨티은행 IPB E-중개인은 매월 50,000 달러 미만의 금액에 대해 거래 당 거래액의 0.35 %를 부과하고 있으며, 매달 주식 보유 잔고의 평균을 계산하여 연간 0.02 %의 계좌 유지비를 청구한다. 최대 100달러까지 부과한다.

## 수상 및 표창

### 2017년
- 올해의 국제 소매 은행 - 아시아 은행 및 금융 소매업 상 2017[12]

- 세계 최고의 디지털 은행 및 최고의 은행 - Euromoney Awards Excellence 2017[13]

- 최고의 소매 모바일 은행 - Triple A Asian Awards 2017[14]

### 2015
- WealthBriefingAsia Singapore Awards 2015 - 동남아시아 최고의 민간 은행[15]